# Stheno
Stheno, auch Stheino, Sthenno oder Sthele (altgriechisch Σθενώ Sthenṓ, von σθένος sthénos, deutsch ‚Stärke, Macht‘) ist in der griechischen Mythologie eine der unsterblichen Gorgonen. 
Sie ist ein weibliches Ungeheuer mit Händen aus Messing und scharfen Reißzähnen. Ihr Haar besteht aus lebenden Schlangen. Stheno ist die Tochter von Phorkys und Keto und Schwester von Medusa und Euryale. Sie und Euryale besitzen eine unsterbliche Natur im Gegensatz zu Medusa, die sterblich war.